# DRESS (TM NETWORKのアルバム)
『DRESS』（ドレス）は、日本の音楽グループであるTM NETWORKの初のリプロダクション(リミックス)アルバム。1989年5月12日にEPIC/SONY RECORDSよりリリースされた。

## 背景
雑誌広告のキャッチコピーは「Re-Production それは素敵なマジックです」。収録全曲の解説付きだった。
アルバム『GORILLA』（1986年）で提示した「FANKS」という概念を88年春に一旦は完結させたが、小室哲哉が再び「FANKS」のイメージを構築させる為「FANKS!!'89」というコンセプトのもと、「リプロダクション」というリミックスアルバムを企画した。ちなみに、『DRESS』となる前のタイトルは『ブーム・ボルケーノ』であった。

## 制作
それまで日本において「リミックス」といえば、オリジナルトラック音源の中で音をいじる程度（例えば、ボーカルにリバーブをかけたり、ギターの音を消したり、逆にシンセサイザーの音を追加するなど）のものや、当時の12インチシングルバージョンでよく見られた、クラブでのDJ向にイントロや間奏を水増しして演奏時間を長くしたものを指すことが大半であった。しかし、この作品で「ボーカルトラックだけはオリジナルを使うという条件で、海外の有名プロデューサーにマスターテープを渡し、好きなように作ってもらい、世界のどんな音色が日本で受けるのかをリサーチする」というコンセプトで製作。いわゆる外注リミックスを日本で初めて取り入れた作品。この手法をリミックスではなく「リプロダクション」と呼んだ。当時としては斬新な手法だった為、注目を集めた。
ボーカルとメロディー、歌詞だけが残って、後は全部海外のミュージシャンのアイディアによってほとんどゼロから録り直している。通常のリミックスでは1～2日で完成するが、「リプロダクション」は1週間くらいかかった。

## 構成とテーマ
アルバム『CAROL』を冠したツアーが長期に渡り、その間レコーディングが行えずリリースアイテムが発売されないことが危惧された。上記のコンセプトであればTMのメンバーが動くことなくアルバムを発売することが出来るアイディアだった。ただ、本来制作費がほとんどかからないベストアルバムではなくリプロダクトアルバムを志向したため、トータルでの制作費は4,5千万円かかった。また、依頼した相手がその方面では有名なプロデューサーばかりで、どんなアレンジになるか全く予測できないのに出来上がった音源を没にするわけにもいかないのに何曲も依頼したのは「ある種の賭けだったが、『メロディーのフックの良い曲はワールドワイド』という判断を通した」と話している。

## 音楽性
収録曲の中で、「COME ON EVERYBODY (with Nile Rodgers)」、「KISS YOU (KISS JAPAN)」、「GET WILD '89」は先行シングルとしてリリースされ、3曲同時チャートインを果たしている。これは日本音楽史上初の事である。
また、「KISS YOU (KISS JAPAN)」のカップリング曲である「TIME (PASSES SO SLOWLY)」と「GET WILD '89」のカップリング曲の「FOOL ON THE PLANET(WHERE ARE YOU NOW)」の2曲はアルバム収録曲と同時に製作されたが、アナログ盤の収録時間の関係上未収録となった。後にベストアルバム『Welcome to the FANKS!』（2004年）に収録）や2013年11月27日にリマスター盤にて再発売された際にボーナストラックとして収録された。
このアルバムをリリース直後のライブ「CAMP FANKS!! '89」では主にリプロダクションバージョンで演奏されているが、それ以降でのライブでは原曲バージョンの演奏であり、リプロダクションバージョンの演奏楽曲は、「GET WILD '89」のみである。
このほかにお蔵入り音源として、『NERVOUS』、『SAD EMOTION』、『JUST ONE VICTORY』などがある。

## アートワーク
先行シングル・アルバムの宣伝用の写真はポラロイドで撮影された。まずは撮影現場で模様を撮影して、次にメンバーを撮影することによる多重露光の演出を施した。

## 批評
平山雄一は「博打だったと思う。TMはそれまでの作品を海外プロデューサーの手に委ねた。『ボーカル以外は全てやり直しても良い権限を与える』という大胆さは、小室哲哉の不敵さでもある。TMのスケールを問われるこの試みは結果大成功だった。デュラン・デュランのヒットを生んだナイル・ロジャースや、ユーロビートの雄ピート・ハモンドのリプロダクションが説得力を与える。『過剰気味な装飾サウンドはもしや小室の日本戦略の手法に過ぎなかったのか?』と思わせる問題作」と評している。

## リリース
1989年5月12日にEPIC/SONY RECORDSより、LP、CT、CDの3形態でリリースされた。LPは本作品で最後の発売で、稀少盤でありオークションや中古レコード業界では高値で取引されている。
2013年11月27日にデジタルリマスタリング仕様でBlu-spec CD2にてリリースされた。

## 収録曲
| #         | タイトル                                  | 作詞       | 作曲               | Produced and Mixed                      | 時間  |
| --------- | ----------------------------------------- | ---------- | ------------------ | --------------------------------------- | ----- |
| 1.        | 「COME ON EVERYBODY (with Nile Rodgers)」 | 小室哲哉   | 小室哲哉           | Nile Rodgers and Andres Levin           | 5:09  |
| 2.        | 「BE TOGETHER」                           | 小室みつ子 | 小室哲哉           | Jonathan Elias                          | 3:59  |
| 3.        | 「KISS YOU (KISS JAPAN)」                 | 小室みつ子 | 小室哲哉           | Bernard Edwards                         | 4:58  |
| 4.        | 「DON'T LET ME CRY」                      | 神沢礼江   | 小室哲哉           | Jellybean for Jellybean Productions,Inc | 6:37  |
| 5.        | 「COME ON LET'S DANCE (DANCE SUPREME)」   | 神沢礼江   | 小室哲哉           | Nile Rodgers and Greg Smith             | 5:15  |
| 6.        | 「SPANISH BLUE」                          | 小室みつ子 | 小室哲哉・木根尚登 | Jellybean for Jellybean Productions,Inc | 4:58  |
| 7.        | 「GET WILD '89」                          | 小室みつ子 | 小室哲哉           | Pete Hammond                            | 6:45  |
| 8.        | 「RAINBOW RAINBOW」                       | 西門加里   | 小室哲哉           | Jellybean for Jellybean Productions,Inc | 7:03  |
| 9.        | 「RESISTANCE」                            | 小室みつ子 | 小室哲哉           | Jonathan Elias                          | 4:59  |
| 10.       | 「MARIA CLUB」                            | 小室哲哉   | 小室哲哉・木根尚登 | Christopher Currell                     | 5:11  |
| 11.       | 「CONFESSION」                            | 西門加里   | 木根尚登           | Jimmy Bralower and Peter Wood           | 5:01  |
| 合計時間: | 合計時間:                                 | 合計時間:  | 合計時間:          | 合計時間:                               | 59:55 |

| #         | タイトル                                   | 作詞       | 作曲      | Produced and Mixed            | 時間  |
| --------- | ------------------------------------------ | ---------- | --------- | ----------------------------- | ----- |
| 12.       | 「TIME (PASSES SO SLOWLY)」                | 三浦徳子   | 小室哲哉  | Jimmy Bralower and Peter Wood | 4:53  |
| 13.       | 「FOOL ON THE PLANET (WHERE ARE YOU NOW)」 | 小室みつ子 | 木根尚登  | Jimmy Bralower and Peter Wood | 5:32  |
| 合計時間: | 合計時間:                                  | 合計時間:  | 合計時間: | 合計時間:                     | 70:21 |

## 曲解説
1. COME ON EVERYBODY (with Nile Rodgers)
17thシングル。原曲は15thシングル。
2. BE TOGETHER
原曲は5thアルバム『humansystem』に収録。
3. KISS YOU (KISS JAPAN)
18thシングル。原曲は11thシングル。
4. DON'T LET ME CRY
原曲は4thアルバム『Self Control』に収録。
5. COME ON LET'S DANCE (DANCE SUPREME)
17thシングル「COME ON EVERYBODY (with Nile Rodgers)」のカップリング曲。原曲は6thシングル。
6. SPANISH BLUE
原曲は4thアルバム『Self Control』に収録。
7. GET WILD '89
19thシングル。原曲は10thシングル。
8. RAINBOW RAINBOW
原曲は1stアルバム『RAINBOW RAINBOW』に収録。
9. RESISTANCE
原曲は12thシングル。宇都宮が聞いて、一番驚いたアレンジだという。発想がおもしろいと感じたという。[6]
10. MARIA CLUB
原曲は4thアルバム『Self Control』収録曲。
11. CONFESSION
原曲は3rdアルバム『GORILLA』に収録。
12. TIME (PASSES SO SLOWLY)
18thシングル「KISS YOU (KISS JAPAN)」のカップリング曲。原曲は2ndアルバム『CHILDHOOD'S END』に収録。2013年再発盤のボーナストラックとしてのみ収録。
13. FOOL ON THE PLANET (WHERE ARE YOU NOW)
19thシングル「GET WILD '89」のカップリング曲。原曲は4thアルバム『Self Control』に収録。2013年再発盤のボーナストラックとしてのみ収録。

## リリース履歴
| No. | 日付           | レーベル                       | 規格         | 規格品番                         | 最高順位 | 備考 |
| --- | -------------- | ------------------------------ | ------------ | -------------------------------- | -------- | --- |
| 1   | 1989年5月12日  | EPIC/SONY RECORDS              | LP CT CD     | 28･3H-5090 28･6H-5090 32･8H-5090 | 1位      | |
| 2   | 1991年9月5日   | Epic/Sony Records              | CD           | ESCB-1211                        | -        | |
| 3   | 1996年6月17日  | Epic/Sony Records              | CD           | ESCB-1758                        | -        | |
| 4   | 2004年3月31日  | Epic Records                   | CD           | ESCL-2529                        | -        | CD-BOX『WORLD HERITAGE DOUBLE-DECADE COMPLETE BOX』（完全生産限定盤）収録 紙ジャケット、24bitデジタルリマスタリング仕様 |
| 5   | 2007年3月21日  | ソニー・ミュージックダイレクト | CD           | MHCL-1042                        | -        | 紙ジャケット、デジタルリマスタリング仕様（完全生産限定盤）                                                              |
| 6   | 2013年11月27日 | ソニー・ミュージックダイレクト | Blu-spec CD2 | MHCL-30192                       | 167位    | ボーナストラック収録、デジタルリマスタリング仕様                                                                        |